# VERMILLION (芸能事務所)
VERMILLION（バーミリオン）は、B ZONE傘下の芸能事務所でB'zの個人事務所。
1990年11月16日に当社の前身であるB'zの個人事務所B.U.Mを設立。
専用レコードレーベルにVERMILLION RECORDSがある。

## 所属アーティスト
- B'z
  - 松本孝弘
  - 稲葉浩志